# Ляпина, Оксана Васильевна
Окса́на Васи́льевна Ля́пина (род. 28 апреля 1980, Армавир, РСФСР, СССР) — российская гимнастка, серебряный призёр Олимпийских игр. Заслуженный мастер спорта России. Почётный гражданин города Армавира.

## Карьера
На Олимпийских играх в Атланте Оксана выиграла серебряную медаль в командном первенстве. В абсолютном первенстве она стала 92-й, в вольных упражнениях 21-й, в опорном прыжке 95-й, в упражнениях на бревне 34-й.
По состоянию на 2015 год живёт в Армавире, тренирует детей

## Образование
Выпускница НГУ им. П.Ф. Лесгафта.

## Награды
- Медаль ордена «За заслуги перед Отечеством» II степени (6 января 1997 года) — за заслуги перед государством и высокие спортивные достижения на XXVI летних Олимпийских играх 1996 года[2]